# 슈퍼 커브 (소설)
슈퍼 커브(일본어: スーパーカブ)는 토케 코켄이 쓴 오토바이를 소재로 한 청춘 소설이다. 호쿠토시(구 타케가와무라 지역)를 무대로, 아무것도 흥미를 가지지 않는 몰개성적인 한 소녀가 1대의 혼다 슈퍼커브 50과 만나, 슈퍼커브와의 관계를 통해서 성장하면서, 자신의 세계를 펼쳐 가는 모습을 그린 이야기.공식 사이트나 홍보 포스터에서는 「혼다 슈퍼커브 총생산 1억대 기념 작」이라고 명명하고 있다. 2022년 기준으로 소설은 8권, 만화판은 6권까지 나왔다. 애니메이션은 스튜디오 KAI에서 만들어 AT-X 등에서 2021년 4월 7일부터 6월 23일까지 방영했다.

## 방영 목록
| 회차          | 제목                    | 고전음악 삽입곡                                                                                              | 방송 일자       |
| ------------- | ----------------------- | --- | --------------- |
| 1화           | 아무 것도 없는 소녀     | 클로드 드뷔시, 《두 개의 아라베스크 L.66》 중 제1번 마장조 상동, 《베르가마스크 모음곡 L.75》 중 '달빛'      | 2021년 4월 7일  |
| 2화           | 레이코                  | 클로드 드뷔시, 《전주곡 제1권 L.117》 중 제8곡 내림 사장조 '아마빛 머리의 처녀'                              | 2021년 4월 14일 |
| 3화           | 받은 것                 | 프란츠 리스트, 《세 개의 녹턴 S.541》 중 제3번 내림 가장조 '사랑의 꿈'                                       | 2021년 4월 21일 |
| 4화           | 아르바이트              | 클로드 드뷔시, 《베르가마스크 모음곡 L.75》 중 '전주곡'                                                      | 2021년 4월 28일 |
| 5화           | 레이코의 여름           | 클로드 드뷔시, 《꿈 L.68》 로베르트 슈만, 《어린이의 정경 작품번호 15》 중 '트로이메라이'                    | 2021년 5월 5일  |
| 6화           | 나의 커브               | 에릭 사티, 《난 너를 원해》(피아노 편곡판)                                                                   | 2021년 5월 12일 |
| 7화           | 여름 하늘의 색깔과 하늘 | 에릭 사티, 《짐노페디》 중 제1번                                                                             | 2021년 5월 19일 |
| 8화           | 시이의 공간             | 루트비히 판 베토벤, 《피아노 소나타 8번 '비창' 작품번호 13》 중 제2악장                                      | 2021년 5월 26일 |
| 9화           | 얼음 속                 | 클로드 드뷔시, 《영상 제1권 L.110》 중 '물에 비치는 그림자(또는 물의 반영)'                                  | 2021년 6월 2일  |
| 10화          | 눈                      | 프레데리크 쇼팽, 《녹턴 작품번호 9》 중 제2번 내림 마장조 프란츠 리스트, 《위안 S.172》 중 제3번 내림 라장조 | 2021년 6월 9일  |
| 11화          | 머나먼 봄               | 안토니오 비발디, 《사계》 중 겨울 제1악장 모리스 라벨, 《죽은 왕녀를 위한 파반느》                           | 2021년 6월 16일 |
| 마지막 화(12) | 슈퍼 커브               | 에드워드 엘가, 《사랑의 인사》(피아노 독주용)                                                                | 2021년 6월 23일 |